# Кувано вино
Кувано вино је, обично црно, вино које се комбинује са зачинима и служи топло. Популарно је широм Европе. Традиционално се пије у зиму, посебно у време празника. 
Зачини који се типично додају вину су: цимет, ванила, индијски орах, клинчић, анис, лимун, поморанџа, кардамон, ђумбир, бибер, мед и шећер. 
У земљама у којима се говори немачки језик кувано вино је познато као ’гливајн'. Ту се некад уместо вина од грожђа користи вино од боровница или вишања. Постоји и варијанта куваног вина ојачана додатком рума или ликера (mit Schuss). 
Кувано вино у нордијским земљама се назива глог (Gløgg, Glögg или Glögi). Безалкохолни глог се припрема од воћних сокова уместо вина. У алкохолни грог се понекад додаје вотка или неко друго жестоко пиће. Могуће је да се грог припреми и од слатког вина (порто, мадера). 